# Salix coggygria
Salix coggygria ist ein niedriger Strauch aus der Gattung der Weiden (Salix) mit 1,5 bis 4,5 Zentimeter langen Blattspreiten. Das natürliche Verbreitungsgebiet der Art liegt in China.

## Beschreibung
Salix coggygria ist ein niedriger, bis zu 50 Zentimeter hoher Strauch. Die Zweige sind matt braun und unbehaart. Junge Triebe sind jedoch grau oder bräunlich behaart. Die Knospen sind braun, eiförmig und 4 bis 7 Millimeter lang. Die Laubblätter haben dreieckig-ovale und fein behaarte Nebenblätter. Der Blattstiel ist 2 bis 5 Millimeter lang und dicht behaart. Die Blattspreite ist verkehrt-eiförmig-rundlich, 1,5 bis 4,5 Zentimeter lang und 1,5 bis 3,5 Zentimeter breit, ganzrandig oder nahe der Spitze etwas gesägt. Die Blattbasis ist stumpf-gerundet, die Spitze ebenfalls stumpf-gerundet und häufig stachelspitzig. Die Blattoberseite ist grün und dicht rötlich behaart, die Unterseite blass und glauk und bei jungen Blättern dicht, zottig und weiß behaart und später verkahlend.
Die Blütenstände sind endständige, 2 bis 3 Zentimeter lange, dichtblütige Kätzchen mit beblätterter Basis. Die Blütenstandsachse ist filzig behaart. Die Tragblätter sind verkehrt-eiförmig-länglich, etwa 3 Millimeter lang, fein behaart, und haben eine stumpfe oder mehr oder weniger gestutzte Spitze. Männliche Blüten haben zylindrische, adaxiale und abaxiale Nektardrüsen. Die zwei Staubblätter sind etwa 6 Millimeter lang. Die Staubfäden sind nahe der Basis fein behaart, die Staubbeutel sind eiförmig und gelb. Weibliche Blüten haben einen eiförmigen, dicht weißlich grau behaarten, sitzenden Fruchtknoten. Der Griffel ist zweispaltig, die Narbe zweilappig. Salix coggygria blüht mit dem Blattaustrieb im Juni, die Früchte reifen im Juli.

## Vorkommen
Das natürliche Verbreitungsgebiet liegt im Nordwesten der chinesischen Provinz Yunnan und im Osten des Autonomen Gebiets Tibet. Salix coggygria wächst zwischen anderen Sträuchern in Höhen von 3400 bis 4700 Metern.

## Systematik
Salix coggygria ist eine Art aus der Gattung der Weiden (Salix) in der Familie der Weidengewächse (Salicaceae). Dort wird sie der Sektion Floccosae zugeordnet. Sie wurde 1929 von Heinrich von Handel-Mazzetti in Symbolae Sinicae, Botanische Ergebnisse der Expedition der Akademie der Wissenschaften in Wien nach Südwest-China erstmals wissenschaftlich beschrieben. Der Gattungsname Salix stammt aus dem Lateinischen und wurde schon von den Römern für verschiedene Weidenarten verwendet.

## Nachweise